# Carlos Nunes
Carlos Nunes (31 de outubro de 1960) é um humorista brasileiro, natural da cidade do Serro, de Minas Gerais.
Formado em Artes Cênicas pelo Palácio das Artes, em 1980, tem em seu currículo diversas comédias de sucesso, principalmente em Minas Gerais, como: Com Jeito Vai, O Noviço e A Comédia dos Sexos, onde dividiu o palco com o grande Rogério Cardoso.
Depois de revelado nacionalmente no Prêmio Multishow do Bom Humor, estrelou dois monólogos que juntos chegam a mais de 500 mil espectadores: Pérolas do Tejo, onde conta "causos" de sua família costurados com piadas clássicas; e Como Sobreviver em Festas e Recepções com Buffet Escasso, uma paródia a cursos de auto ajuda. Sempre um sucesso de público em Belo Horizonte, a comédia também lota teatros em outras praças, como no Rio de Janeiro, onde ficou por meses em cartaz no Teatro dos 4.
Carlos Nunes também tem passagens em conhecidas séries de TV, como Sai de Baixo, A Diarista,  Zorra Total e Ô... Coitado!    Também já foi entrevistado no Programa do Jô e recentemente foi convidado à participar do Show do Tom por algumas vezes.
É parte do grupo ImproRiso, com outros grandes humoristas mineiros.

## Teatro
- Como Sobreviver em Festas e Recepções com Buffet Escasso
- A Comédia dos Sexos
- Pérolas do Tejo
- Pasolini
- Um Caso de Bastante Gravidez
- O Noviço
- Lá Vida é Uma Comédia
- Comi Uma Galinha e tô Pagando o Pato
- Francisco de Assis - Do Rio ao Riso